# Gwen Wallace
Gwen Wallace (* 10. August 1935) ist eine ehemalige australische Hürdenläuferin und Weitspringerin, die wegen ihrer Sprintstärke auch in der 4-mal-100-Meter-Staffel eingesetzt wurde.
Bei den British Empire and Commonwealth Games 1954 in Vancouver wurde sie Siebte im Weitsprung, schied über 80 m Hürden im Vorlauf aus und gewann mit der australischen Mannschaft Gold in der 4-mal-110-Yards-Staffel.
1954 wurde sie Australische Meisterin über 80 m Hürden.